# میچل موسو
میچل تیت موسو (به انگلیسی: Mitchel Tate Musso) (زاده ۹ ژوئیه ۱۹۹۱) یک بازیگر، خواننده و نوازنده آمریکایی است.
موسو بیشتر به خاطر ایفای سه نقش شناخته می‌شود، اولیور اوکن در مجموعه هانا مونتانا که یک کمدی موقعیت ساخت کانال دیزنی است، جرمی جانسون در مجموعه انیمیشنی فینیس و فرب ساخت کانال دیزنی و نقش بردی در مجموعه دو پادشاه ساخت کانال دیزنی ایکس‌دی.